# 리스 전투 (1940년)
리스 전투(영어: Battle of the Lys, 프랑스어: Bataille de la Lys, 네덜란드어: Leieslag)는 1940년 제2차 세계 대전 벨기에 전투 중 독일군과 벨기에군과의 대형 전투였다. 이 전투는 전장이 위치한 벨기에와 프랑스의 레이어강(Leie river, 프랑스어로 Lys river로 알려짐)을 따서 지어졌다. 코르트레이크 도시 중앙 광장에는 리스 전투 기념비가 있어 매년 리스 전투를 기념하고 있다.

5월 16일까지 진격
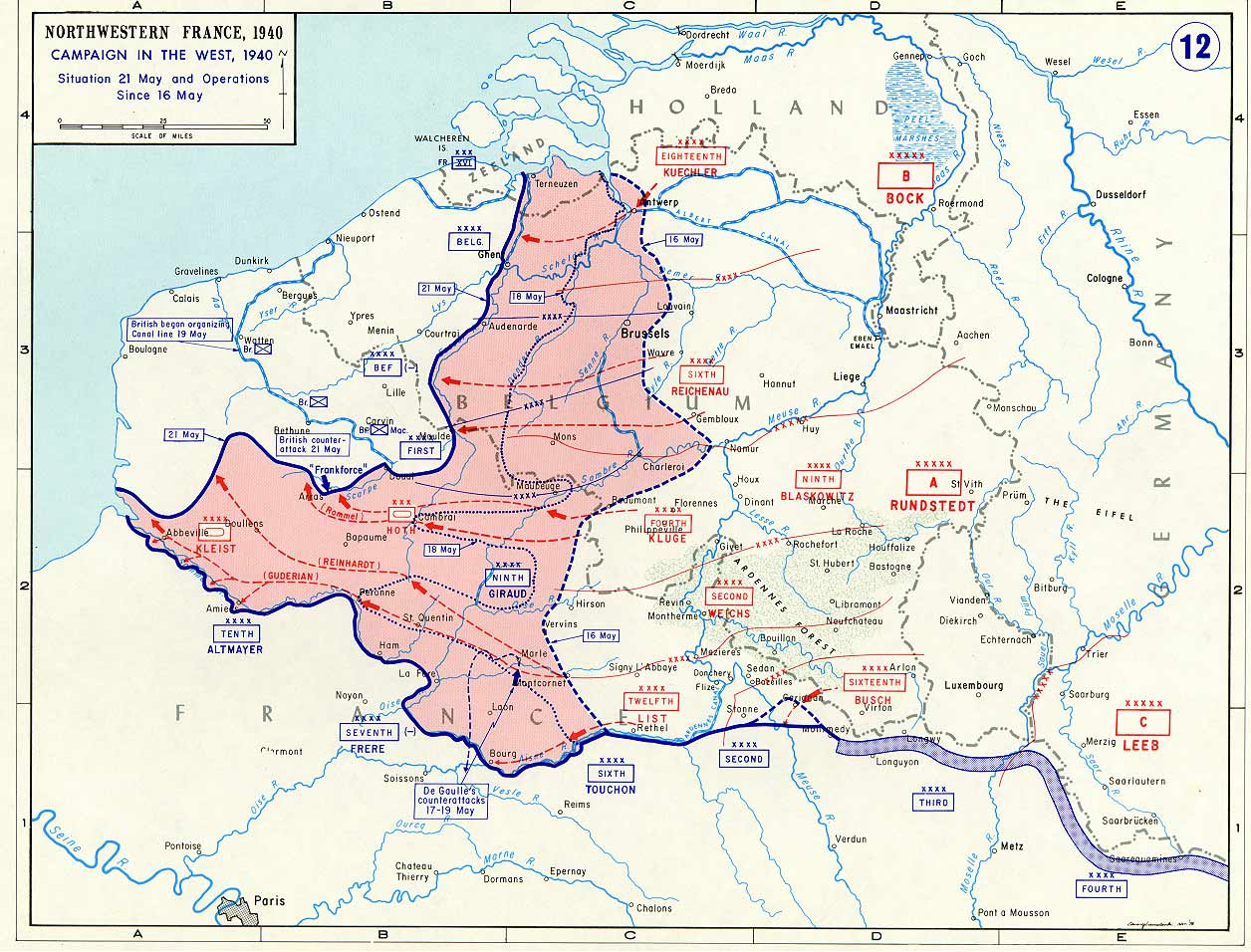
5월 21일 : 아브빌 점령
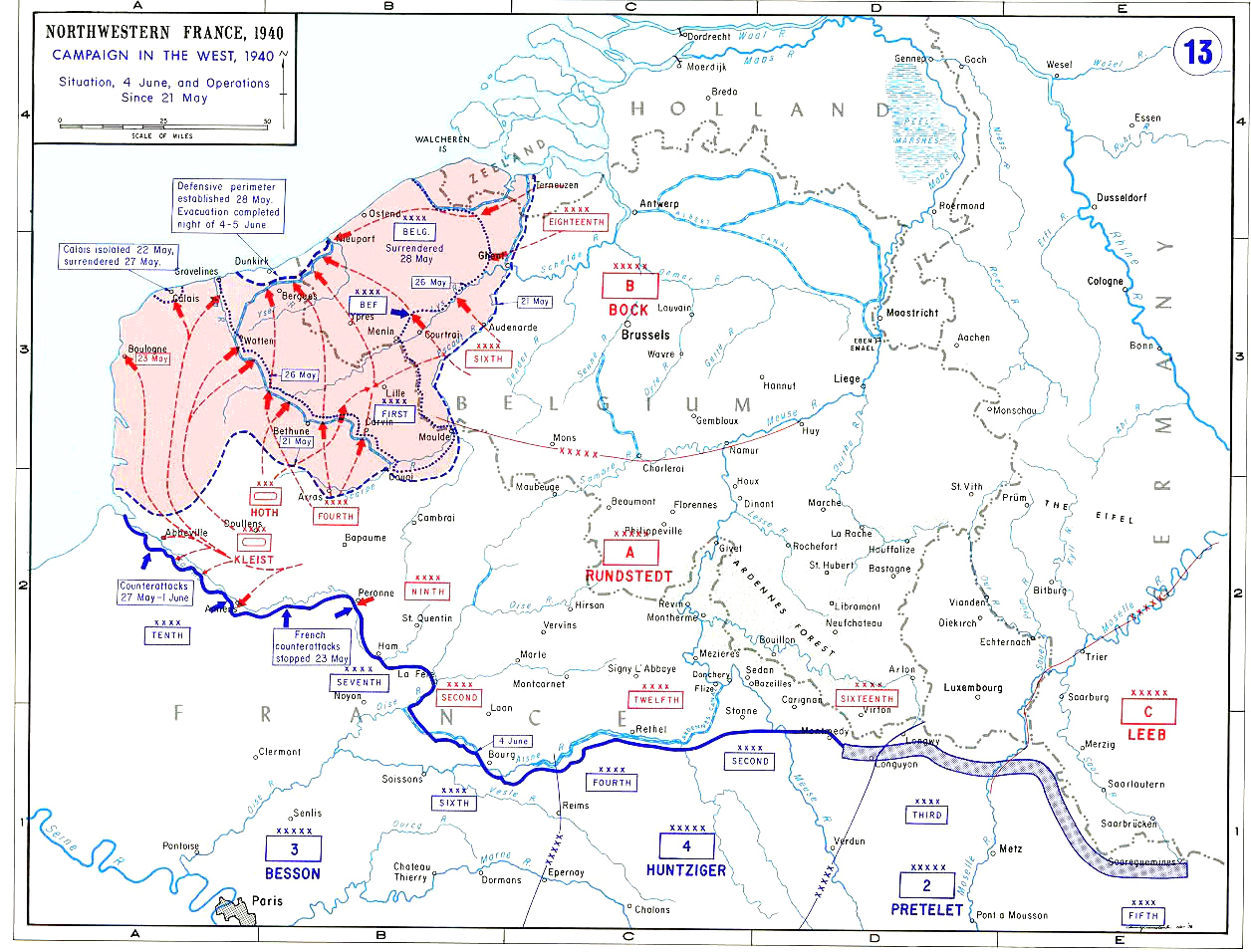
6월 4일까지 : 됭케르크 전진

## 같이 보기
- 프랑스 공방전